# Жан Виктор Моро
Жан Виктор Мари Моро (на френски: Jean Victor Marie Moreau, (14 февруари 1763 – 2 септември 1813) е френски генерал, който помага на Наполеон Бонапарт да се изкачи на власт, но по-късно става негов главен военен и политически противник и е прогонен в Съединените щати. Той е сред най-видните френски генерали във военната история.
Моро е син на адвокат и започва да следва право в Рен, където през 1788 г. застава начело на студентски протест срещу опита на крал Луи XVI да ограничи властта на параламентите (суверенни съдебни палати). След избухването на Френската революция следващата година Моро незабавно организира поделение на националната гвардия в Рен. През 1791 г. е избран за подполковник от доброволчески батальон и след влизането на Франция във война с Австрия и Прусия през 1792 г. с батальона си постъпва в Северната армия под командването на генерал Дюмурие. Повишен в бригаден генерал през април 1794, Моро помага на генерал Пишегрю да покори Австрийска Нидерландия, и през март 1795 заема неговото място като командир на Северната армия.
През март 1796 г. Моро поема командването на армиите на Рейн и Мозел. Пресича Рейн и нахлува в Германия през юни и напредва към Мюнхен. Срещнал надделяваща го съпротива от страна на Карл Австрийски, той заповядва тактическо отстъпление и през есента е в Елзас. През април 1797 открива документи, доказващи че генерал Пишегрю заговорничи с френските роялисти в изгнание. Тъй като не докладва за това веднага на републиканското правителство в Париж е снет от командването няколко дни след като заговорът е разкрит и Пишегрю е арестуван през септември при опита за преврат от 18 фруктидор през септември 1797 г.
Освободен е от армията, но през април 1799 г. отново е върнат начело на италианската армия, когато в отсъствието на Наполеон там е необходим опитен генерал, за да се противопостави на действията на Суворов. Моро се завръща в Париж през октомври 1799 и участва в преврата от 18 брюмер, довел Наполеон на власт. Бонапарт му се отблагодарява като му поверява командването на Рейнската армия и на 3 декември 1800, Моро побеждава австрийците в битката при Хоенлинден, което ги принуждава да искат мир. Успехите на бойното поле издигат Моро до потенциален заместник на Наполеон Бонапарт.
След завръщането му в Париж около него и жена му започва да се оформя кръг от хора, недоволни от издигането на Наполеон, т.нар. „клуб Моро“. Това дразни Наполеон и окуражава роялистите. Първият консул предприема репресии срещу своите съперници, сред които и Моро. Той е арестуван на 5 февруари 1804 г. Под натиска на Наполеон съдът го осъжда, но заменя лишаването от свобода с изгнание. През 1804 г. Моро емигрира през Испания за Америка.
Живее в Америка до 1813 г., когато съюзниците от Шестата коалиция срещу Франция го канят на командна длъжност. Цар Александър I му има голямо доверие и го предлага за главнокомандващ вместо Шварценберг, като вярва, че единствено Моро е достоен противник на Наполеон В битката при Дрезден на 26 – 27 август, където за първи път Моро е водач на съюзните войски, той е ранен смъртоносно от снаряд, който откъсва единия му крак, и умира няколко дни по-късно.